# Paradyż (gemeente)
De gemeente Paradyż is een landgemeente in het Poolse woiwodschap Łódź, in powiat Opoczyński.
De zetel van de gemeente is in Paradyż.
Op 30 juni 2004 telde de gemeente 4476 inwoners.

## Oppervlakte gegevens
In 2002 bedroeg de totale oppervlakte van gemeente Paradyż 81,56 km², waarvan:
- agrarisch gebied: 78%
- bossen: 16%

De gemeente beslaat 7,85% van de totale oppervlakte van de powiat.

## Demografie
Stand op 30 juni 2004:
| Omschrijving                   | Totaal | Totaal | Vrouwen | Vrouwen | Mannen | Mannen |
| ------------------------------ | ------ | ------ | ------- | ------- | ------ | ------ |
| eenheid                        | aantal | %      | aantal  | %       | aantal | %      |
| inwoners                       | 4476   | 100    | 2242    | 50,1    | 2234   | 49,9   |
| bevolkingsdichtheid (inw./km²) | 54,9   | 54,9   | 27,5    | 27,5    | 27,4   | 27,4   |

In 2002 bedroeg het gemiddelde inkomen per inwoner 1400,95 zł.

## Plaatsen
Adamów, Alfonsów, Daleszewice, Dorobna Wola, Feliksów, Grzymałów-Sokołów, Honoratów, Irenów, Joaniów, Kłopotów, Kolonia Daleszewice, Kolonia Stawowice, Krasik, Paradyż, Podgaj, Popławy-Kolonia, Przyłęk, Solec, Stanisławów, Stawowice, Stawowiczki, Sylwerynów, Wielka Wola, Wójcin, Wójcin A, Wójcin B.

## Aangrenzende gemeenten
Aleksandrów, Białaczów, Mniszków, Sławno, Żarnów